# Eleutherodactylus lentus
Eleutherodactylus lentus är en groddjursart som först beskrevs av Cope 1862.  Eleutherodactylus lentus ingår i släktet Eleutherodactylus och familjen Eleutherodactylidae. IUCN kategoriserar arten globalt som starkt hotad. Inga underarter finns listade i Catalogue of Life.